# Liste des cantons du Tarn

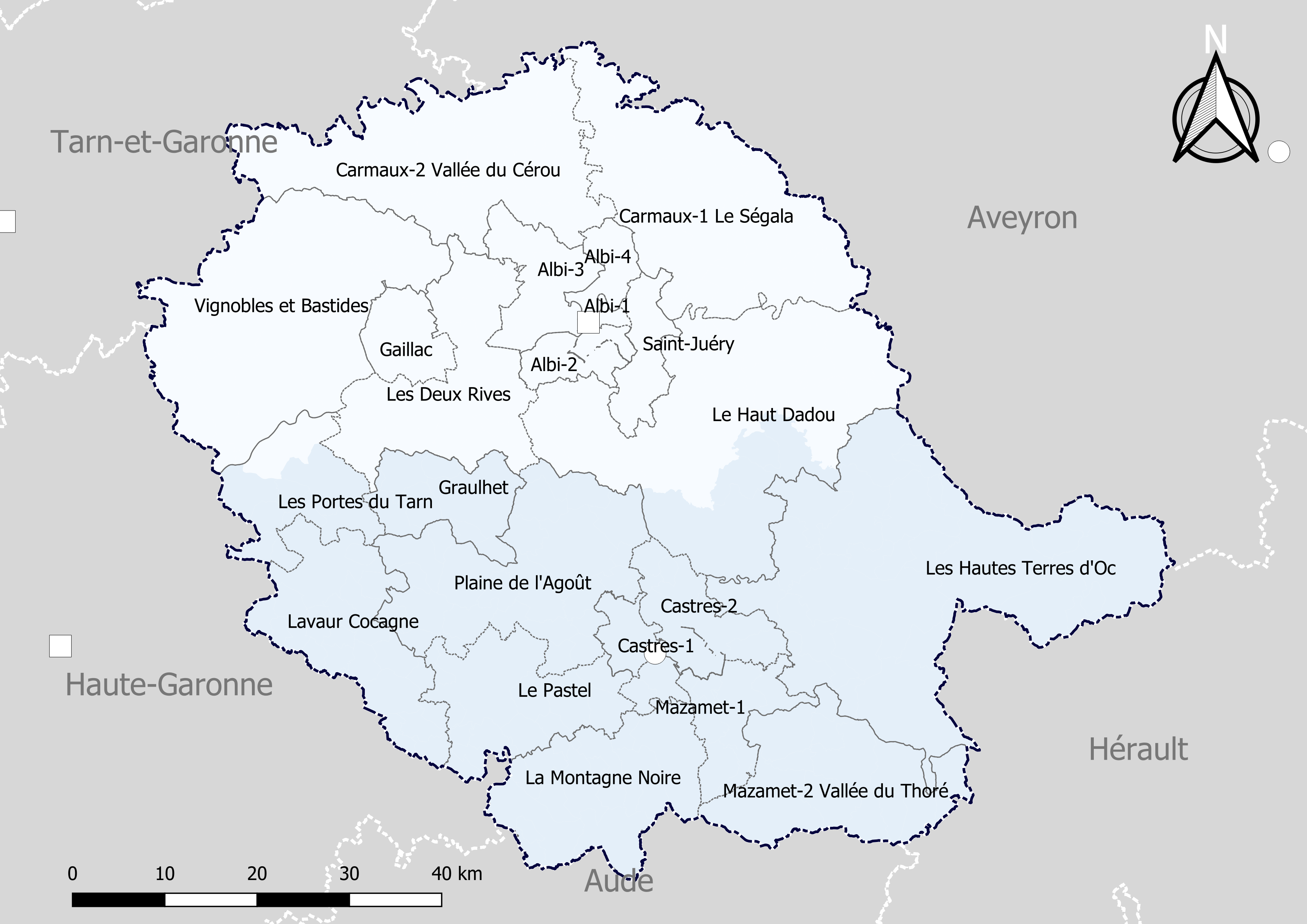
Découpage cantonal du département du Tarn, avec en surimpression les arrondissements (en nuances de bleu) - Carte arrêtée au 1er janvier 2019.

Le département du Tarn compte 23 cantons depuis le redécoupage cantonal de 2014 (46 cantons auparavant).

## Découpage cantonal de 1973 à 2015
Liste des 46 cantons du département du Tarn, par arrondissement :
- arrondissement d'Albi (23 cantons - préfecture : Albi) :
canton d'Alban - canton d'Albi-Centre - canton d'Albi-Est - canton d'Albi-Nord-Est - canton d'Albi-Nord-Ouest - canton d'Albi-Ouest - canton d'Albi-Sud - canton de Cadalen - canton de Carmaux-Nord - canton de Carmaux-Sud - canton de Castelnau-de-Montmiral - canton de Cordes-sur-Ciel - canton de Gaillac - canton de Lisle-sur-Tarn - canton de Monestiés - canton de Pampelonne - canton de Rabastens - canton de Réalmont - canton de Salvagnac - canton de Valderiès - canton de Valence-d'Albigeois - canton de Vaour - canton de Villefranche-d'Albigeois
- arrondissement de Castres (23 cantons - sous-préfecture : Castres) :
canton d'Anglès - canton de Brassac - canton de Castres-Est - canton de Castres-Nord - canton de Castres-Ouest - canton de Castres-Sud - canton de Cuq-Toulza - canton de Dourgne - canton de Graulhet - canton de Labruguière - canton de Lacaune - canton de Lautrec - canton de Lavaur - canton de Mazamet-Nord-Est - canton de Mazamet-Sud-Ouest - canton de Montredon-Labessonnié - canton de Murat-sur-Vèbre - canton de Puylaurens - canton de Roquecourbe - canton de Saint-Amans-Soult - canton de Saint-Paul-Cap-de-Joux - canton de Vabre - canton de Vielmur-sur-Agout

Remarque : il n'y a pas d'homonymie pour l'arrondissement de Castres, les cantons de Castres (Est, Nord, Ouest et Sud) et Lavaur, même s'il en existe pour chacune des communes chefs-lieux.

## Redécoupage cantonal de 2014
Dans la poursuite de la réforme territoriale engagée en 2010, l'Assemblée nationale adopte définitivement le 17 avril 2013 la réforme du mode de scrutin pour les élections départementales destinée à garantir la parité hommes/femmes. Les lois (loi organique 2013-402 et loi 2013-403) sont promulguées le 17 mai 2013. Un nouveau découpage territorial est défini par décret du 17 février 2014 pour le département du Tarn. Celui-ci entre en vigueur lors du premier renouvellement général des assemblées départementales suivant la publication du décret, prévu en mars 2015. Les conseillers départementaux sont élus au scrutin majoritaire binominal mixte. Les électeurs de chaque canton éliront au Conseil départemental, nouvelle appellation des Conseils généraux, deux membres de sexe différent, qui se présenteront en binôme de candidats. Les conseillers départementaux seront élus pour 6 ans au scrutin binominal majoritaire à deux tours, l'accès au second tour nécessitant 12,5 % des inscrits au 1er tour. En outre la totalité des conseillers départementaux est renouvelée.
Ce nouveau mode de scrutin nécessite un redécoupage des cantons dont le nombre est divisé par deux avec arrondi à l'unité impaire supérieure si ce nombre n'est pas entier impair et avec des conditions de seuils minimaux. Dans le Tarn le nombre de cantons passe ainsi de 46 à 23.
Les critères du remodelage cantonal sont les suivants : le territoire de chaque canton doit être défini sur des bases essentiellement démographiques, le territoire de chaque canton doit être continu et les communes de moins de 3 500 habitants sont entièrement comprises dans le même canton. Il n’est fait référence, ni aux limites des arrondissements, ni à celles des circonscriptions législatives.
Conformément à de multiples décisions du Conseil constitutionnel depuis 1985 et notamment sa décision no 2010-618 DC du 9 décembre 2010, il est admis que le principe d’égalité des électeurs au regard des critères démographiques est respecté lorsque le ratio conseiller/habitant de la circonscription est compris dans une fourchette de 20 % de part et d'autre du ratio moyen conseiller/habitant du département. Pour le département du Tarn, la population de référence est la population légale en vigueur au 1er janvier 2013, à savoir la population millésimée 2010, soit 375 379 habitants. Avec 23 cantons la population moyenne par conseiller départemental est de 16 321 habitants. Ainsi la population de chaque nouveau canton doit-elle être comprise entre 13 057 habitants et 19 585 habitants pour respecter le principe de l'égalité citoyenne au vu des critères démographiques.

### Composition détaillée
| N° | Nom du Canton             | Bureau centralisateur   | Population (2022) | Nombre de communes    | Communes composant le canton |
| -- | ------------------------- | ----------------------- | ----------------- | --------------------- | --- |
| 1  | Albi-1                    | Albi                    | 16 021            | fraction Albi         | Partie de la commune d'Albi située au nord et à l'est d'une ligne définie par l'axe des voies et limites suivantes : depuis la limite territoriale de la commune de Cambon, chemin de Cambon, rue Henri-Moissan, rond-point, rue de Jarlard, rue Jean-Rieux, rue de la plaine Saint-Martin, rond-point, avenue du Colonel-Teyssier, boulevard de Montebello, place du 8-Mai-1945, boulevard Paul-Bodin, avenue Gambetta, avenue du Maréchal-Foch, place de Verdun, avenue François-Verdier, ligne de chemin de fer jusqu'au cours du Tarn, cours du Tarn jusqu'au pont du Cantepau, route nationale 88, rond-point, chemin de l'Arquipeyre, jusqu'à la limite territoriale de la commune de Lescure-d'Albigeois. |
| 2  | Albi-2                    | Albi                    | 19 732            | 5 + fraction Albi     | 1. Les communes suivantes : Carlus, Puygouzon, Rouffiac, Saliès, Le Sequestre. 2. La partie de la commune d'Albi située au sud et à l'est d'une ligne définie par l'axe des voies et limites suivantes : depuis la limite territoriale de la commune de Cambon, chemin de Cambon, rue Henri-Moissan, rond-point, rue de Jarlard, rue Jean-Rieux, rue de la Plaine-Saint-Martin, rond-point, avenue du Colonel-Teyssier, boulevard de Montebello, place du 8-Mai-1945, boulevard Paul-Bodin, avenue Gambetta, avenue du Maréchal-Foch, place de Verdun, voie ouest de la route départementale 84, avenue du Maréchal-Franchet-d'Espèrey, route vieille de Graulhet jusqu'à la limite territoriale de la commune du Sequestre. |
| 3  | Albi-3                    | Albi                    | 19 804            | 8 + fraction Albi     | 1. Les communes suivantes : Cagnac-les-Mines, Castelnau-de-Lévis, Mailhoc, Marssac-sur-Tarn, Milhavet, Sainte-Croix, Terssac, Villeneuve-sur-Vère. 2. La partie de la commune d'Albi située à l'ouest d'une ligne définie par l'axe des voies et limites suivantes : depuis la limite territoriale de la commune du Sequestre, route vieille de Graulhet, avenue du Maréchal-Franchet-d'Espèrey, voie ouest de la route départementale 84, place de Verdun, avenue François-Verdier, ligne de chemin de fer jusqu'au cours du Tarn, cours du Tarn, jusqu'à la limite territoriale de la commune de Castelnau-de-Lévis. |
| 4  | Albi-4                    | Albi                    | 18 878            | 2 + fraction Albi     | 1. Les communes suivantes : Le Garric, Lescure-d'Albigeois. 2. La partie de la commune d'Albi non incluse dans les cantons d'Albi-1, d'Albi-2 et d'Albi-3. |
| 5  | Carmaux-1 Le Ségala       | Carmaux                 | 17 665            | 32 + fraction Carmaux | 1. Les communes suivantes : Almayrac, Andouque, Assac, Cadix, Courris, Crespin, Crespinet, Le Dourn, Faussergues, Fraissines, Jouqueviel, Lacapelle-Pinet, Lédas-et-Penthiès, Mirandol-Bourgnounac, Montauriol, Moularès, Padiès, Pampelonne, Rosières, Saint-Cirgue, Saint-Grégoire, Saint-Jean-de-Marcel, Saint-Julien-Gaulène, Saint-Michel-Labadié, Sainte-Gemme, Saussenac, Sérénac, Tanus, Tréban, Trébas, Valderiès, Valence-d'Albigeois. 2. La partie de la commune de Carmaux située au nord d'une ligne définie par l'axe des voies et limites suivantes : à partir de la limite territoriale de la commune de Rosières, cours du Cérou, avenue Albert-Thomas, avenue d'Albi, jusqu'à la limite territoriale de la commune de Blaye-les-Mines. |
| 6  | Carmaux-2 Vallée du Cérou | Carmaux                 | 18 444            | 39 + fraction Carmaux | 1. Les communes suivantes : Amarens, Blaye-les-Mines, Bournazel, Les Cabannes, Combefa, Cordes-sur-Ciel, Donnazac, Frausseilles, Itzac, Labarthe-Bleys, Labastide-Gabausse, Lacapelle-Ségalar, Laparrouquial, Livers-Cazelles, Loubers, Marnaves, Milhars, Monestiés, Montirat, Montrosier, Mouzieys-Panens, Noailles, Penne, Le Riols, Roussayrolles, Saint-Benoît-de-Carmaux, Saint-Christophe, Saint-Marcel-Campes, Saint-Martin-Laguépie, Saint-Michel-de-Vax, Salles, Le Ségur, Souel, Taïx, Tonnac, Trévien, Tonnac, Trévien, Vaour, Vindrac-Alayrac, Virac. 2. La partie de la commune de Carmaux située au sud d'une ligne définie par l'axe des voies et limites suivantes : à partir de la limite territoriale de la commune de Rosières, cours du Cérou, avenue Albert-Thomas, avenue d'Albi, jusqu'à la limite territoriale de la commune de Blaye-les-Mines. |
| 7  | Castres-1                 | Castres                 | 18 228            | fraction Castres      | La partie de la commune de Castres située au nord et à l'ouest d'une ligne définie par l'axe des voies et limites suivantes : depuis la limite territoriale de la commune de Navès, cours de l'Agout, ligne de chemin de fer de Castelnaudary à Rodez, avenue Albert-Ier, rond-point de Wakefield, rue de l'Amiral-Galiber, boulevard du Maréchal-Foch, place d'Alsace-Lorraine, allée Alphonse-Juin-Maréchal-de-France, boulevard Henri-Sizaire, cours de la Durenque, rue d'Auque, rue Christian-d'Espic, avenue Charles-de-Gaulle (route départementale 612), place Soult, avenue Charles-de-Gaulle, rue Sainte-Foy, rue Sœur-Richard, rue Ernest-Barthe, rue Paul-Barthes, avenue du Lieutenant-Jacques-Desplats, rue Peraudel, boulevard du Maréchal-Joffre, avenue Jean-Moulin, rue Sœur-Audenet, ligne droite perpendiculaire au cours de l'Agout pour rejoindre le point le plus au nord de la rue Sœur-Audenet, cours de l'Agout, avenue de Roquecourbe à partir du ruisseau du Rosé, limite nord de la parcelle cadastrale AR feuille 1, ligne droite jusqu'au chemin du Pont-Saint-Jean, chemin du Pont-Saint-Jean, rue Saint-Jean, chemin de la Fosse jusqu'à la limite nord de la parcelle cadastrale CV feuille 1, ligne joignant les extrémités nord-ouest et nord-est des parcelles cadastrales CV feuille 1 jusqu'au croisement de la route de Puech-Auriol et du chemin des Amialhes, route de Puech-Auriol jusqu'à la jonction des parcelles cadastrales OA feuille 5, HI feuille 1 et CX feuille 1, ligne droite orientée ouest/est jusqu'au chemin rural reliant le chemin des Amialhes jusqu'au ruisseau de Roudil, chemin rural jusqu'au ruisseau de Roudil, ruisseau de Roudil jusqu'à la route de Puech-Auriol, limite nord de la parcelle cadastrale OA feuille 5 jusqu'au chemin de la Fosse, limite sud des parcelles cadastrales 23, 123, 129, 16, 13 et 12 jusqu'au chemin du Rosé, chemin de la Verdarié, avenue d'Albi (route départementale 612), jusqu'à la limite territoriale de la commune de Saint-Germier. |
| 8  | Castres-2                 | Castres                 | 15 316            | 6 + fraction Castres  | 1. Les communes suivantes : Burlats, Montfa, Roquecourbe, Saint-Germier, Saint-Jean-de-Vals, Saint-Salvy-de-la-Balme. 2. La partie de la commune de Castres située au nord et à l'est d'une ligne définie par l'axe des voies et limites suivantes : depuis la limite territoriale de la commune de Saint-Germier, avenue d'Albi (route départementale 612), chemin de la Verdarié, chemin du Rosé, limite sud des parcelles cadastrales 23, 123, 129, 16, 13 et 12 jusqu'au chemin de la Fosse, limite nord de la parcelle cadastrale OA feuille 5 jusqu'à la route de Puech-Auriol, ruisseau de Roudil jusqu'au chemin rural reliant le chemin des Amialhes et le ruisseau de Roudil, ligne droite orientée est/ouest jusqu'à la jonction des parcelles cadastrales OA feuille 5, HI feuille1 et CX feuille 1, route de Puech-Auriol jusqu'au chemin des Amialhes, ligne joignant les extrémités nord-est et nord-ouest de la parcelle cadastrale CV feuille 1 jusqu'au chemin de la Fosse, rue Saint-Jean, chemin du Pont-Saint-Jean, ligne droite jusqu'à la limite nord de la parcelle cadastrale AR feuille 1, limite nord de la parcelle cadastrale AR feuille 1, avenue de Roquecourbe à partir du ruisseau du Rosé, cours de l'Agout, ligne droite perpendiculaire au cours de l'Agout pour rejoindre le point le plus au nord de la rue Sœur-Audenet, rue Sœur-Audenet, avenue Jean-Moulin, boulevard du Maréchal-Joffre, rue Peraudel, avenue du Lieutenant-Jacques-Deplats, rue Paul-Barthes, rue Ernest-Barthe, chemin de Saint-Hippolyte, lotissement des Tuileries (inclus), ligne droite reliant le chemin de Saint-Hippolyte à la Durenque, cours de la Durenque, avenue Charles-de-Gaulle (route départementale 612), route de Mazamet, jusqu'à la limite territoriale de la commune de Lagarrigue. |
| 9  | Castres-3                 | Castres                 | 15 273            | 1 + fraction Castres  | 1. La commune suivante : Navès. 2. La partie de la commune de Castres non incluse dans les cantons de Castres-1 et de Castres-2. |
| 10 | Les Deux Rives            | Lagrave                 | 14 929            | 18                    | Aussac, Bernac, Cadalen, Castanet, Cestayrols, Fayssac, Fénols, Florentin, Labastide-de-Lévis, Labessière-Candeil, Lagrave, Lasgraisses, Montans, Parisot, Peyrole, Rivières, Senouillac, Técou. |
| 11 | Gaillac                   | Gaillac                 | 18 604            | 3                     | Brens, Broze, Gaillac. |
| 12 | Graulhet                  | Graulhet                | 17 814            | 7                     | Briatexte, Busque, Graulhet, Missècle, Moulayrès, Puybegon, Saint-Gauzens. |
| 13 | Le Haut Dadou             | Réalmont                | 17 636            | 25                    | Alban, Ambialet, Arifat, Bellegarde-Marsal, Curvalle, Fauch, Le Fraysse, Laboutarie, Lamillarié, Lombers, Massals, Miolles, Montredon-Labessonnié, Mont-Roc, Mouzieys-Teulet, Orban, Paulinet, Poulan-Pouzols, Rayssac, Réalmont, Saint-André, Sieurac, Teillet, Terre-de-Bancalié, Villefranche-d'Albigeois. |
| 14 | Les Hautes Terres d'Oc    | Lacaune                 | 12 833            | 24                    | Anglès, Barre, Berlats, Le Bez, Brassac, Cambounès, Escroux, Espérausses, Fontrieu, Gijounet, Lacaune, Lacaze, Lacrouzette, Lamontélarié, Lasfaillades, Le Masnau-Massuguiès, Moulin-Mage, Murat-sur-Vèbre, Nages, Saint-Pierre-de-Trivisy, Saint-Salvi-de-Carcavès, Senaux, Vabre, Viane. |
| 15 | Lavaur Cocagne            | Lavaur                  | 18 209            | 23                    | Aguts, Algans, Bannières, Belcastel, Cambon-lès-Lavaur, Cuq-Toulza, Labastide-Saint-Georges, Lacougotte-Cadoul, Lacroisille, Lavaur, Marzens, Massac-Séran, Maurens-Scopont, Montcabrier, Montgey, Mouzens, Péchaudier, Puéchoursi, Roquevidal, Teulat, Veilhes, Villeneuve-lès-Lavaur, Viviers-lès-Lavaur. |
| 16 | Mazamet-1                 | Mazamet                 | 16 897            | 8 + fraction Mazamet  | 1. Les communes suivantes : Aiguefonde, Aussillon, Boissezon, Caucalières, Lagarrigue, Noailhac, Payrin-Augmontel, Valdurenque. 2. La partie de la commune de Mazamet située à l'ouest d'une ligne définie par l'axe des voies et limites suivantes : à partir de la limite territoriale de la commune d'Aussillon, avenue du Maréchal-Foch, avenue Albert-Rouvières, rue Édouard-Barbey, cours René-Reille, rue Paul-Brénac, boulevard du Maréchal-Soult, avenue Georges-Guynemer, jusqu'à la limite territoriale de la commune d'Aussillon. |
| 17 | Mazamet-2 Vallée du Thoré | Mazamet                 | 17 177            | 11 + fraction Mazamet | 1. Les communes suivantes : Albine, Bout-du-Pont-de-Larn, Labastide-Rouairoux, Lacabarède, Pont-de-Larn, Le Rialet, Rouairoux, Saint-Amans-Soult, Saint-Amans-Valtoret, Sauveterre, Le Vintrou. 2. La partie de la commune de Mazamet non incluse dans le canton de Mazamet-1. |
| 18 | La Montagne noire         | Labruguière             | 15 629            | 15                    | Arfons, Belleserre, Cahuzac, Les Cammazes, Dourgne, Durfort, Escoussens, Labruguière, Lagardiolle, Massaguel, Saint-Affrique-les-Montagnes, Saint-Amancet, Saint-Avit, Sorèze, Verdalle. |
| 19 | Le Pastel                 | Saïx                    | 17 677            | 15                    | Appelle, Bertre, Blan, Cambounet-sur-le-Sor, Garrevaques, Lempaut, Lescout, Palleville, Poudis, Puylaurens, Saint-Germain-des-Prés, Saint-Sernin-lès-Lavaur, Saïx, Soual, Viviers-lès-Montagnes. |
| 20 | Plaine de l'Agoût         | Sémalens                | 16 010            | 27                    | Brousse, Cabanès, Carbes, Cuq, Damiatte, Fiac, Fréjeville, Jonquières, Laboulbène, Guitalens-L'Albarède, Lautrec, Magrin, Montdragon, Montpinier, Peyregoux, Prades, Pratviel, Puycalvel, Saint-Genest-de-Contest, Saint-Julien-du-Puy, Saint-Paul-Cap-de-Joux, Sémalens, Serviès, Teyssode, Vénès, Vielmur-sur-Agout, Viterbe. |
| 21 | Les Portes du Tarn        | Saint-Sulpice-la-Pointe | 18 513            | 10                    | Ambres, Coufouleux, Garrigues, Giroussens, Loupiac, Lugan, Saint-Agnan, Saint-Jean-de-Rives, Saint-Lieux-lès-Lavaur, Saint-Sulpice-la-Pointe. |
| 22 | Saint-Juéry               | Saint-Juéry             | 15 011            | 6                     | Arthès, Cambon, Cunac, Dénat, Fréjairolles, Saint-Juéry. |
| 23 | Vignobles et Bastides     | Rabastens               | 19 868            | 25                    | Alos, Andillac, Beauvais-sur-Tescou, Cahuzac-sur-Vère, Campagnac, Castelnau-de-Montmiral, Grazac, Larroque, Lisle-sur-Tarn, Mézens, Montdurausse, Montels, Montgaillard, Montvalen, Puycelsi, Rabastens, Roquemaure, Saint-Beauzile, Saint-Urcisse, Sainte-Cécile-du-Cayrou, Salvagnac, La Sauzière-Saint-Jean, Tauriac, Le Verdier, Vieux. |
|    |                           |                         | 396 168           | 323                   | |

### Répartition par arrondissement
Contrairement à l'ancien découpage où chaque canton était inclus à l'intérieur d'un seul arrondissement, le nouveau découpage territorial s'affranchit des limites des arrondissements. Certains cantons peuvent être composés de communes appartenant à des arrondissements différents. Dans le département du Tarn, c'est le cas de deux cantons (Le Haut Dadou et Les Portes du Tarn).
Le tableau suivant présente la répartition par arrondissement :
| N° | Canton                    | Albi                 | Castres               | Total                 |
| -- | ------------------------- | -------------------- | --------------------- | --------------------- |
| 1  | Albi-1                    | fraction Albi        |                       | fraction Albi         |
| 2  | Albi-2                    | 5 + fraction Albi    |                       | 5 + fraction Albi     |
| 3  | Albi-3                    | 8 + fraction Albi    |                       | 8 + fraction Albi     |
| 4  | Albi-4                    | 2 + fraction Albi    |                       | 2 + fraction Albi     |
| 5  | Carmaux-1 Le Ségala       | 32+ fraction Carmaux |                       | 32+ fraction Carmaux  |
| 6  | Carmaux-2 Vallée du Cérou | 39+ fraction Carmaux |                       | 39+ fraction Carmaux  |
| 7  | Castres-1                 |                      | fraction Castres      | fraction Castres      |
| 8  | Castres-2                 |                      | 6 + fraction Castres  | 6 + fraction Castres  |
| 9  | Castres-3                 |                      | 1 + fraction Castres  | 1 + fraction Castres  |
| 10 | Les Deux Rives            | 18                   |                       | 18                    |
| 11 | Gaillac                   | 3                    |                       | 3                     |
| 12 | Graulhet                  |                      | 7                     | 7                     |
| 13 | Le Haut Dadou             | 27                   | 4                     | 31                    |
| 14 | Les Hautes Terres d'Oc    |                      | 26                    | 26                    |
| 15 | Lavaur Cocagne            |                      | 23                    | 23                    |
| 16 | Mazamet-1                 |                      | 8 + fraction Mazamet  | 8 + fraction Mazamet  |
| 17 | Mazamet-2 Vallée du Thoré |                      | 11 + fraction Mazamet | 11 + fraction Mazamet |
| 18 | La Montagne noire         |                      | 15                    | 15                    |
| 19 | Le Pastel                 |                      | 15                    | 15                    |
| 20 | Plaine de l'Agoût         |                      | 27                    | 27                    |
| 21 | Les Portes du Tarn        | 2                    | 8                     | 10                    |
| 22 | Saint-Juéry               | 7                    |                       | 7                     |
| 23 | Vignobles et Bastides     | 25                   |                       | 25                    |
|    |                           | 170                  | 153                   | 323                   |